# Filipe Alberto Patroni
Filipe Alberto Patroni Martins Maciel Parente (Acará, 1798 — Lisboa, 15 de julho de 1866) foi um advogado, jornalista e político brasileiro.

## História
Era filho do alferes Manuel Joaquim da Silva Martins e afilhado do capitão-de-fragata Filipe Alberto Patroni, de quem herdou o nome. Formou em Direito na Faculdade de Direito da Universidade de Coimbra. Ao retornar para Belém do Pará, trouxe uma tipografia e com esta, fundou, em abril de 1822, O Paraense primeiro jornal publicado no então Estado do Grão-Pará e Rio Negro (atual Pará), com sede na cidade de Belém do Pará.
Participou de forma ativa do movimento constitucional no Brasil, sendo a província do Pará a primeira a aderir à Revolução Constitucionalista do Porto. Foi o primeiro brasileiro a falar nas sessões da Assembleia Constituinte, em 5 de abril de 1821.
Foi delegado da Junta Provisória do Governo do Pará e deputado provincial pelo Pará na legislatura de 1842 a 1845.

## Publicações
- Dissertação sobre o direito de caçoar que compete aos veteranos das academias. Lisboa, 1818, 78 págs.
- Carta que de Lisboa escreveu a Salvador Rodrigues do Couto, natural da mesma cidade e nela presbítero secular, etc. Saiu no "Jornal de Coimbra" n.° 60, parte 2.a, págs. 269 a 291.
- Roteiro da viagem da cidade do Pará até às últimas colônias dos domínios portugueses em os Rios Amazonas e Negro; ilustrado com algumas notícias que podem interessar a curiosidade dos navegantes, etc. — No mesmo jornal, n.° 87, parte l.a, págs. 87 a 146.
- Fala do deputado do governo do Pará, feita a el-rei na audiência de 22 de novembro. Lisboa, Nova Impr. da Viúva Neves e filhos, 1821, 4 págs. (n.° 6.721 do Cat. da Exp.).
- Discurso pronunciado na sala das cortes, na sessão de 5 de abril, etc. — Lisboa, 1821, 8 págs. Foi publicado no mesmo ano no Rio de Janeiro, na Régia Of. Tip., 4 págs. in foi. n.° 6.722 do Cat. da Exp.).
- O Paraense, jornal político — Pará, 1822.
- Arte Social ou "Sistema de direito público universal", Lisboa, 1823.
- Panegírico dedicado a D. João VI, etc. a 13-5-1823. Lisboa, 1823, 29 págs.
- Correio do Imperador ou o Direito de propriedade. Rio de Janeiro, 1827–1838. Publicação periódica.
- O pesadelo, poema herói-cômico, etc. Rio de Janeiro e Pará, 1838
- Obras diversas de F. A. P. M. P. — Niterói e Rio de Janeiro, 1840-1841, 2 vols.
- A Bíblia do justo-meio da política moderada ou Prolegómenos do Direito constitucional da natureza, explicados pelas leis físicas do mundo. Rio de Janeiro, 1835, 149 págs. A 2.a edição é de Lisboa, 1851, 131 págs. com um mapa.
- Álgebra política. Análise das integrais e das diferenciais das equações das moralidades, no quadro genealógico da organização social, por sistema conforme à Bíblia do justo-meio. Pará, 1840. A 2.a edição é de Lisboa, 1851, 182 págs.
- Cartilha imperial para uso do Sr. D. Pedro II, nas suas lições de literatura e ciências positivas. Pará, 1840. A 2.a edição é de Lisboa, 1851, 75 págs.[5]
- A viagem de Patroni pelas províncias brasileiras do Ceará, Rio de S. Francisco, Bahia, Minas Gerais e Rio de Janeiro, nos anos de 1829-1830, dividida em quatro partes. Lisboa, 1851, 2 vols. de 134 págs. cada um.
- Prólogo galeato da festa de N. S. de Nazaré, no dia de seu círio, em 9-10-1850, na cidade de Belém, capital do Grão-Pará. Lisboa, 1851, 83 págs. com um mapa. Saiu antes, em 1850, no jornal "Voz Paraense".
- Torre de menagem. A união patriótica dos três partidos portugueses: legitimista, carlista e setembrista, êm honra do crucificado Jesus Cristo, o Homem–Deus, pela ciência exata do governo com o Evangelho da Álgebra e Bíblia de ambos os testamentos na heróica, grande e divina revolução (Ximenes, S. Miguel, Tomás Saldanha), feita na cidade do Porto, reino de Portugal, no dia 24-4-1851. Lisboa, 1851, 323 págs. Neste livro se acham seis suplementos de outras obras de Patroni, publicadas no Brasil.
- A profecia do novo mundo: primeira coleção dos fragmentos, artigos, ou extratos das obras do Dr. Patroni publicadas no Brasil, e agora com a chegada do autor a Lisboa, a 20-3-1851, reimpressas e publicadas, etc. Lisboa, 1851, 92 págs.
- Anúncio da próxima edição do capítulo do Gólgota: circular dirigida aos homens esclarecidos de todas as nações e muito principalmente aos naturais e habitantes da Rússia, da Inglaterra e de Portugal, cujos governos formam a trindade celeste do anjo arquiteto do Apocalipse. Lisboa, 1851, 49 págs.
- Projeto de código remuneratório do reino de Portugal, composto e dedicado a D. Maria II e aos senhores representantes da nação portuguesa. 2.* edição, Lisboa, 1851, 89 págs.
- Exposição das obras do Dr. Patroni, para servir de segunda premissa ao grande raciocínio celeste da sociedade universal (eclésia católica em grego e latim) na exposição física de Londres, cuja conseqüência e último termo do mesmo raciocínio é sem réplica a constituição formal do Congresso da paz em Lisboa. Precisamente pelas regras científicas das três seções cónicas da Bíblia, toda inteira, reduzida a uma só curva, parábola do pastoradouro, que estabelece a unidade do gênero humano, constituindo o reino de Deus, no capítulo XXI e úJtimo do Evangelho de S. João. Lisboa, 1851, in foi. Começou esta publicação em folhetos semanais, mas ficou no 4.° número.
- Espécime dos estudos bíblicos do reino santificado, puro na fé com as promessas de Cristo no campo de Ourique, em princípio comum da matéria e forma dos livros que devem preceder a publicação da obra intitulada "Antilóquio do catolicismo" e unidade social de todas as nações da terra, para servir de preliminar científico à revelação dos profundos segredos da natureza e mistérios utílissimos, celestes e terrestres, da política e da religião na carta conscitucional de D. Afonso Henriques em Coimbra, Lisboa, 1865, 32 págs.